# Třída A 50
Třída A 50 (jinak též A-II) byla třída torpédovek německé Kaiserliche Marine z období první světové války. Celkem bylo postaveno šest jednotek této třídy. Do služby byly přijaty roku 1917. Za první světové války byly dvě torpédovky ztraceny. Ostatní připadly v rámci reparací Velké Británii.

## Stavba
Tato třída představuje mírně upravenou verzi třídy A 26 s mírně rozšířeným trupem. Celkem bylo postaveno šest jednotek této třídy. Jejich stavbu zajistila německá loděnice Schichau-Werke v Elbingu. Torpédovka A 50 byla po železnici přepravena k dokončení do Antverp a A 51 do Puly. Do služby byly torpédovky přijaty roku 1917.
Jednotky třídy A 50:
| Jméno | Zahájení stavby | Spuštění na vodu | Zařazena do služby | Status                                                                                          |
| ----- | --------------- | ---------------- | ------------------ | ----------------------------------------------------------------------------------------------- |
| A 50  | 1916            | 8. července 1917 | srpen 1917         | Dne 17. listopadu 1917 v Severním moři potopena minou.                                          |
| A 51  | 1916            | 16. května 1917  | červenec 1917      | Tendr ponorek operujících ve Středomoří. Dne 29. října 1918 potopena vlastní posádkou ve Fiume. |
| A 52  | 1916            | 18. ledna 1917   | duben 1917         | Roku 1920 předána Velké Británii. Sešrotována.                                                  |
| A 53  | 1916            | 3. února 1917    | 1917               | Roku 1920 předána Velké Británii. Sešrotována.                                                  |
| A 54  | 1916            | 22. února 1917   | 1917               | Roku 1920 předána Velké Británii. Sešrotována.                                                  |
| A 55  | 1916            | 10. března 1917  | 1917               | Roku 1920 předána Velké Británii. Sešrotována.                                                  |

## Konstrukce
Hlavní výzbroj představovaly dva 88mm kanóny a jeden 450mm torpédomet. Torpédovky nesly minolovné vybavení. Pohonný systém tvořil jeden kotel Marine a parní turbína Schichau o výkonu 3250 hp, pohánějící jeden lodní šroub. Nejvyšší rychlost dosahovala 25 uzlů. Dosah 690 námořních mil při rychlosti dvacet uzlů.